# PALM
PALM (англ. Paralemmin) – білок, який кодується однойменним геном, розташованим у людей на короткому плечі 19-ї хромосоми. Довжина поліпептидного ланцюга білка становить 387 амінокислот, а молекулярна маса — 42 076.
| 10         |  | 20         |  | 30         |  | 40         |  | 50         |
| ---------- |  | ---------- |  | ---------- |  | ---------- |  | ---------- |
| MEVLAAETTS |  | QQERLQAIAE |  | KRKRQAEIEN |  | KRRQLEDERR |  | QLQHLKSKAL |
| RERWLLEGTP |  | SSASEGDEDL |  | RRQMQDDEQK |  | TRLLEDSVSR |  | LEKEIEVLER |
| GDSAPATAKE |  | NAAAPSPVRA |  | PAPSPAKEER |  | KTEVVMNSQQ |  | TPVGTPKDKR |
| VSNTPLRTVD |  | GSPMMKAAMY |  | SVEITVEKDK |  | VTGETRVLSS |  | TTLLPRQPLP |
| LGIKVYEDET |  | KVVHAVDGTA |  | ENGIHPLSSS |  | EVDELIHKAD |  | EVTLSEAGST |
| AGAAETRGAV |  | EGAARTTPSR |  | REITGVQAQP |  | GEATSGPPGI |  | QPGQEPPVTM |
| IFMGYQNVED |  | EAETKKVLGL |  | QDTITAELVV |  | IEDAAEPKEP |  | APPNGSAAEP |
| PTEAASREEN |  | QAGPEATTSD |  | PQDLDMKKHR |  | CKCCSIM    |  |            |

A: Аланін

C: Цистеїн

D: Аспарагінова кислота

E: Глутамінова кислота

F: Фенілаланін

G: Гліцин

H: Гістидин

I: Ізолейцин

K: Лізин

L: Лейцин

M: Метіонін

N: Аспарагін

P: Пролін

Q: Глутамін

R: Аргінін

S: Серин

T: Треонін

V: Валін

W: Триптофан

Кодований геном білок за функцією належить до фосфопротеїнів. 
Задіяний у таких біологічних процесах, як пдтримання форми клітини, ацетилювання, альтернативний сплайсинг. 
Локалізований у клітинній мембрані, мембрані, клітинних відростках.